# Not Me
Not Me (tiếng Thái: เขา...ไม่ใช่ผม; RTGS: Khao... Mai Chai Phom; tạm dịch: Cậu ấy... không phải tôi) là một bộ phim truyền hình Thái Lan phát sóng năm 2021–2022. Dự án này là lần tái hợp thứ ba của cặp đôi màn ảnh Atthaphan Phunsawat (Gun) và Jumpol Adulkittiporn (Off) sau Theory of Love (2019) và Senior Secret Love: Puppy Honey (2016 - 2017). Bộ phim xoay quanh việc White đóng giả thành người anh sinh đôi Black để tìm ra ai là người đã phản bội và tấn công anh trai mình đến mức hôn mê.
Bộ phim được đạo diễn bởi Anucha Boonyawatana và sản xuất bởi GMMTV. Đây là một trong mười sáu dự án phim truyền hình trong năm 2021 được GMMTV giới thiệu trong sự kiện "GMMTV 2021 The New Decade Begins" vào ngày 3 tháng 12 năm 2020. Bộ phim được phát sóng vào lúc 20:30 (ICT), Chủ nhật trên GMM 25 và AIS Play, bắt đầu từ ngày 12 tháng 12 năm 2021. Bộ phim kết thúc vào ngày 20 tháng 3 năm 2022.

## Nội dung
Black và White (Atthaphan Phunsawat) là hai anh em sinh đôi. Bố của White đã đưa anh ra nước ngoài sau khi ly hôn, do đó hai anh em trở nên xa cách. White giờ đã lớn và quay trở lại Thái Lan sau gần 15 năm. Anh được đưa đến bệnh viện sau khi anh bị đột ngột khó thở. White nghi ngờ rằng Black đang gặp chuyện. Sau đó, anh nhận được cuộc gọi từ Tod (Harit Cheewagaroon), một người bạn cũ, thông báo rằng anh trai của anh, Black, đã bị đánh dẫn đến hôn mê. White sau đó đã đặt mình vào một nhiệm vụ nhằm tìm ra kẻ đã tấn công Black. Tod kể lại cho White toàn bộ thông tin của Black.
Sau khi cải trang thành Black, White bắt đầu cho rằng kẻ ấy chính là một trong những người bạn của anh trai mình, Sean (Jumpol Adulkittiporn), Gram (Tanutchai Wijitwongthong), hoặc Yok (Kanaphan Puitrakul). Tại gara của Kumpha (Phromphiriya Thongputtaruk), White cố gắng xác định người mà anh cho rằng có thù hằn nhất với Black, nhưng lại nhận ra rằng mọi người đều coi thường Black. Mặc dù là bạn bè cùng băng đảng, White lại không chắc rằng bọn họ có thực sự biết về thân phận của Black hay không. Do đó, anh hoàn toàn không biết cách để cư xử sao cho đúng. Khi Sean và White ở cùng nhau, tính tình của White khiến Sean bắt đầu nghi ngờ vì anh ta không phải là Black mà anh từng quen biết. Hơn nữa, không giống như White, tính tình của Black hoàn toàn ngược lại, Black có bản tính đa nghi và không quan tâm đến cảm xúc của người khác.

## Diễn viên
Dưới đây là dàn diễn viên của bộ phim:

### Diễn viên chính
- Atthaphan Phunsawat (Gun) vai Black - White
- Jumpol Adulkittiporn (Off) vai Sean

### Diễn viên phụ
- Tanutchai Wijitwongthong (Mond) vai Gram
- Kanaphan Puitrakul (First) vai Yok
- Gawin Caskey (Fluke) vai Dan
- Phromphiriya Thongputtaruk (Papang) vai Gumpa
- Harit Cheewagaroon (Sing) vai Tod
- Rachanun Mahawan (Film) vai Eugene
- Bhasidi Petchsutee (Lookjun) vai Namo
- Natthapon Pakdeerak (Filmshy) vai Nuch
- Chokchai Charoensuk vai Adul (bố của Black và White)
- Dujdao Vadhanapakorn vai Methinee (mẹ của Black và White)
- Daweerit Chullasapya (Pae) vai Tawi
- Thawatchanin Darayon (Boss) vai Techit

### Khách mời
- Suakid Meedet (Kid) vai White (nhỏ)
- Suakien Meedet (Kien) vai Black (nhỏ)
- Three-D Natpharit vai Black - White (thiếu niên)

## Đón nhận

### Rating truyền hình Thái Lan
- Trong bảng dưới đây, màu xanh biểu thị rating thấp nhất và màu đỏ biểu thị rating cao nhất.

| Tập        | Khung giờ (UTC+07:00) | Ngày phát sóng       | Tỷ lệ rating trung bình | Ref.     |
| ---------- | --------------------- | -------------------- | ----------------------- | -------- |
| 1          | Chủ nhật, 20:30 ICT   | 12 tháng 12 năm 2021 | 0.143%                  | [ 6 ]    |
| 2          | Chủ nhật, 20:30 ICT   | 19 tháng 12 năm 2021 | 0.092%                  | [ 7 ]    |
| 3          | Chủ nhật, 20:30 ICT   | 26 tháng 12 năm 2021 | 0.101%                  | [ 8 ]    |
| 4          | Chủ nhật, 20:30 ICT   | 9 tháng 1 năm 2022   | 0.200%                  | [ 9 ]    |
| 5          | Chủ nhật, 20:30 ICT   | 16 tháng 1 năm 2022  | 0.200%                  | [ 10 ]   |
| 6          | Chủ nhật, 20:30 ICT   | 23 tháng 1 năm 2022  | 0.102%                  | [ 11 ]   |
| 7          | Chủ nhật, 20:30 ICT   | 30 tháng 1 năm 2022  | 0.150%                  | [ 12 ]   |
| 8          | Chủ nhật, 20:30 ICT   | 6 tháng 2 năm 2022   | 0.065%                  | [ 13 ]   |
| 9          | Chủ nhật, 20:30 ICT   | 13 tháng 2 năm 2022  | 0.088%                  | [ 14 ]   |
| 10         | Chủ nhật, 20:30 ICT   | 20 tháng 2 năm 2022  | 0.147%                  | [ 15 ]   |
| 11         | Chủ nhật, 20:30 ICT   | 27 tháng 2 năm 2022  | 0.052%                  | [ 16 ]   |
| 12         | Chủ nhật, 20:30 ICT   | 6 tháng 3 năm 2022   | 0.167%                  | [ 17 ]   |
| 13         | Chủ nhật, 20:30 ICT   | 13 tháng 3 năm 2022  | 0.162%                  | [ 18 ]   |
| 14         | Chủ nhật, 20:30 ICT   | 20 tháng 3 năm 2022  | 0.098%                  | [ 19 ]   |
| Trung bình | Trung bình            | Trung bình           | 0.126% 1                | 0.126% 1 |

^1  Dựa trên tỷ lệ rating trung bình mỗi tập.

## Nhạc phim
| Tên bài hát                                | Thể hiện                                             | Ref.   |
| ------------------------------------------ | ---------------------------------------------------- | ------ |
| Not Me                                     | KANGSOMKS                                            | [ 20 ] |
| เข้าข้างตัวเอง (MY SIDE) (Khao Khang Tua Eng) | Atthaphan Phunsawat (Gun) Jumpol Adulkittiporn (Off) | [ 21 ] |

## Phát sóng tại nước ngoài
- Philippines – Bộ phim là một trong 5 bộ phim mới nhất của GMMTV được ABS-CBN Corporation mua bản quyền. Thông báo được đưa ra bởi Dreamscape Entertainment vào ngày 28 tháng 6 năm 2021.[22]

## Giải thưởng và đề cử
| Năm  | Giải thưởng      | Hạng mục       | Tác phẩm/Nhân vật được đề cử | Kết quả | Refs.  |
| ---- | ---------------- | -------------- | ---------------------------- | ------- | ------ |
| 2022 | Kazz Awards 2022 | The Best Scene | Not Me                       | Đề cử   | [ 23 ] |